# Estrangulamiento

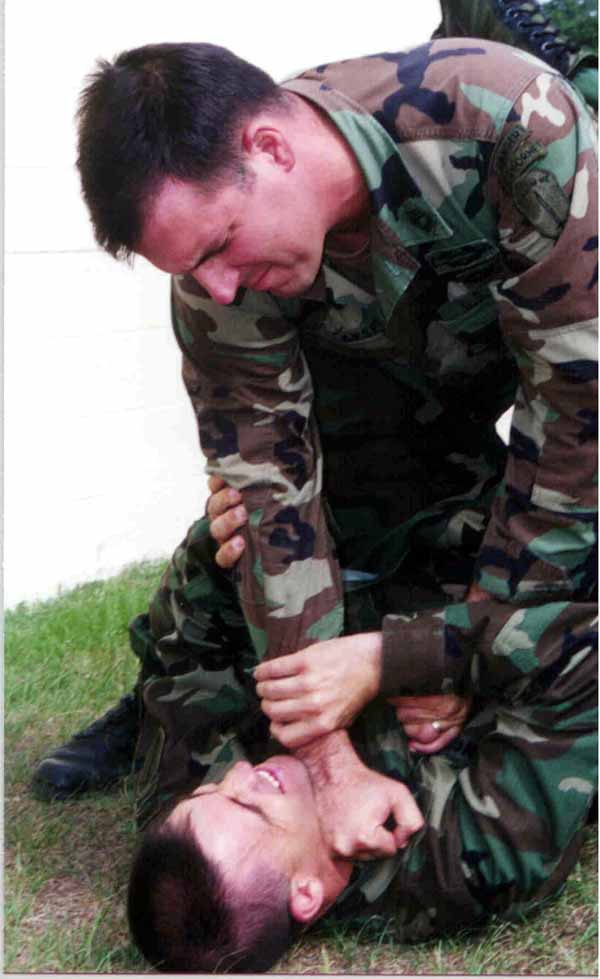
Representación de una técnica de estrangulamiento.

El estrangulamiento es la acción de apretar el cuello para comprimir las arterias carótidas o la tráquea; puede causar desmayo, y seguidamente la muerte por asfixia.
La estrangulación puede ser voluntaria (intento de suicidio, homicidio, práctica erótica, juego de la muerte) o accidental (compresión por la caída de un objeto, prendas de ropa insertadas accidentalmente en maquinaria en operación, por ejemplo).
La estrangulación también ha sido utilizada como forma de ejecución de la pena capital, ya sea a través de medios como la horca, o con las manos (esta forma de ejecución ceremonial era utilizada en la antigua Roma con los enemigos vencidos).
La estrangulación se considera intento de homicidio y dependiendo del país puede sancionarse desde 5 hasta 25 años de cárcel. En los Estados Unidos, las penalidades por una condena de estrangulamiento pueden ser como mínimo una multa, régimen de probatoria, o ser condenado a prisión.
En métodos de combate como el judo, el jiujitsu, la lucha libre o el karate Nisei Goju Ryu, la estrangulación es una técnica de defensa personal o incluso, una técnica deportiva.

## Traumatología
El primer efecto de la estrangulación es la compresión de las arterias carótidas; como la función de estas arterias es abastecer al cerebro de sangre, este se encuentra privado de oxígeno, lo que a corto plazo causará trastornos de la conciencia (desmayo), y después la muerte.
La primera fase (hipoxia) provoca una sensación parecida al orgasmo.[cita requerida] Por ello ciertas personas utilizan la estrangulación como técnica erótica, lo que puede causar accidentes mortales.
Si la estrangulación es más fuerte, o se concentra en la parte delantera del cuello, tiende a aplastar la tráquea, lo que impide que el aire llegue a los pulmones y causa la asfixia. También puede producir un desgarro de los cartílagos de la laringe, lo que podría provocar una hemorragia.